# Jan Hendrik Hofmeyr (1845–1909)

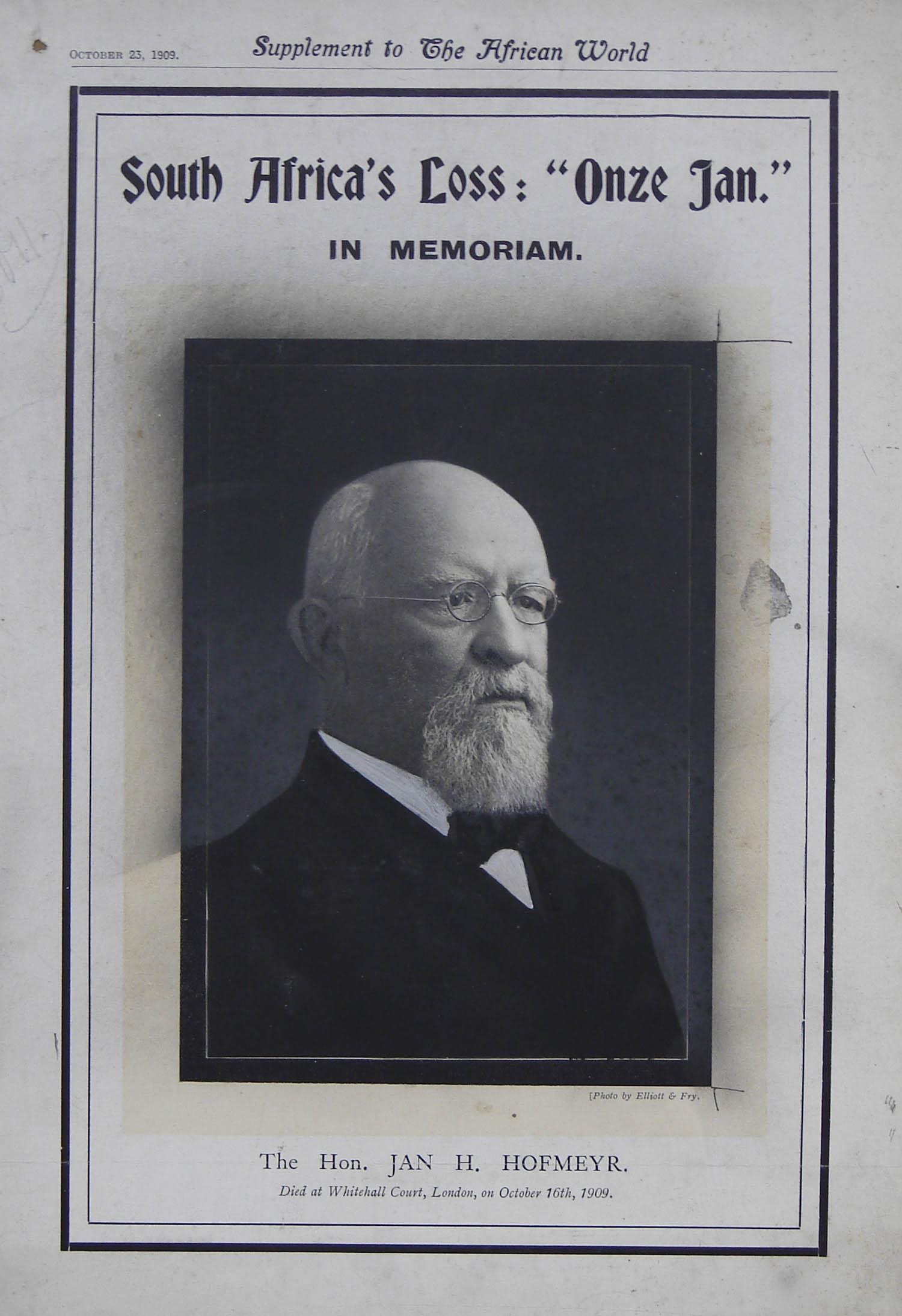
J.H. Hofmeyr (1845-1909)

Jan Hendrik Hofmeyr, född 4 juli 1845, död 11 oktober 1911, var en sydafrikansk politiker.
Hofmeyr var boer från Kapstaden. Han verkade som journalist, och utgav bland annat Zuid Afrikaansche tijdschrift, och invaldes 1879 i Kapkolonins parlament och blev som ledare för Afrikander-Bond en inflytelserik parlamentariker och ministerstörtare. En tids samarbete med Cecil Rhodes avbröts på grund av dennes befattning med Jamesonraiden 1895-96. Hofmeyr tillrådde president Paul Kruger en moderat politik mot britterna. Efter boerkrigets utbrott blev hans ställning av olika skäl mera vansklig, och han återvann aldrig sitt forna inflytande.